# Georg Mahl
Georg Mahl (* 1870 in Gottesheim, Département Bas-Rhin; † 1939) war ein deutsch-französischer Verwaltungsbeamter elsässischer Herkunft.

## Leben
Georg Mahl studierte an der Universität Straßburg. 1887 wurde er Mitglied des Palaio Alsatia Straßburg. Nach Abschluss des Studiums trat er in den Verwaltungsdienst des Reichslands Elsaß-Lothringen ein. Von  1903 bis 1912 war er Kreisdirektor des Kreises Château-Salins, von 1912 bis 1914 des Kreises Zabern und von 1914 bis 1916 des Kreises Thann. Später wechselte er zum Bezirkspräsidium Colmar, Straßburg und Metz (1916–1918).
In der Zabern-Affäre Ende 1913 wies Mahl, der selbst Elsässer war, die Forderung des Kommandeurs des 2. Oberrheinischen Infanterie-Regiments Nr. 99 Ernst von Reuter, polizeilich gegen die Zivilbevölkerung vorzugehen, zurück, da sich die Prostierenden friedlich verhalten und keine Gesetzesverstöße begangen hätten, und entgegnete der Drohung Reuters, den Belagerungszustand auszurufen, dass dies verfassungswidrig sei, da nur der Kaiser den Belagerungszustand erklären könne. Von 1920 bis zu seiner Pensionierung 1935 diente Mahl als Direktor des Oberversicherungsamtes (Office supérieur des assurances sociales) in Straßburg.